# Соединённые государства Раджастхана
Соединённые государства Раджастхана — штат Индии, существовавший в 1948—1949 годах.
Когда в 1947 году был провозглашён независимый Индийский Союз, то под управлением центрального правительства оказались лишь бывшие британские провинции. Многочисленные туземные княжества должны были решать свою судьбу самостоятельно, и с каждым из них властями нового государства велись отдельные переговоры, определявшие условия вхождения в состав Индийского Союза.
Соединённые государства Раджастхана были сформированы 25 марта 1948 года путём объединения княжеств Бансвара, Бунди, Дунгарпур, Джхалавар, Кишангарх, Пратабгарх, Шахапура, Тонк и Кота. Столицей штата стал город Кота, а раджпрамукхом — бывший правитель княжества Кота.
Однако три дня спустя на вхождение в состав Индии и присоединение к Соединённым государствам Раджастхана решился правитель Удайпура. 18 апреля 1948 года это было оформлено юридически, и бывший правитель Удайпура стал новым раджпрамукхом штата, а старый раджпрамукх стал уп-раджпрамукхом.
Это проложило путь колеблющимся, и один за другим к Соединённым государствам Раджастхана присоединились такие крупные княжества, как Биканер, Джайсалмер, Джайпур и Джодхпур. В итоге 30 марта 1949 года Соединённые государства Раджастхана были преобразованы в Большой Раджастхан.